# Лообу (река)
Лообу (эст. Loobu jõgi) — река в северной Эстонии. Длина — 62 километра, бассейн охватывает площадь в 308 км².

## Описание
Берёт начало в северной части возвышенности Пандивере неподалёку от Раквере. Далее она течёт через волость Кадрина и её административный центр — городок Кадрина. Протекая рядом с деревней Йоавески, русло пересекает Балтийский глинт, образуя на протяжении 160-ти метров живописный каскад из шести 0,5 −1,1 метраых террас.
Близ деревни Вихасоо (эст. Vihasoo — «болото гнева») в волости Куусалу река Лообу впадает в залив Эру, являющийся частью Финского залива.
В своём нижнем течении Лообу протекает через эстонский Национальный парк Лахемаа.
Наиболее значительными притоками являются реки Лясна и Удрику.

## Галерея

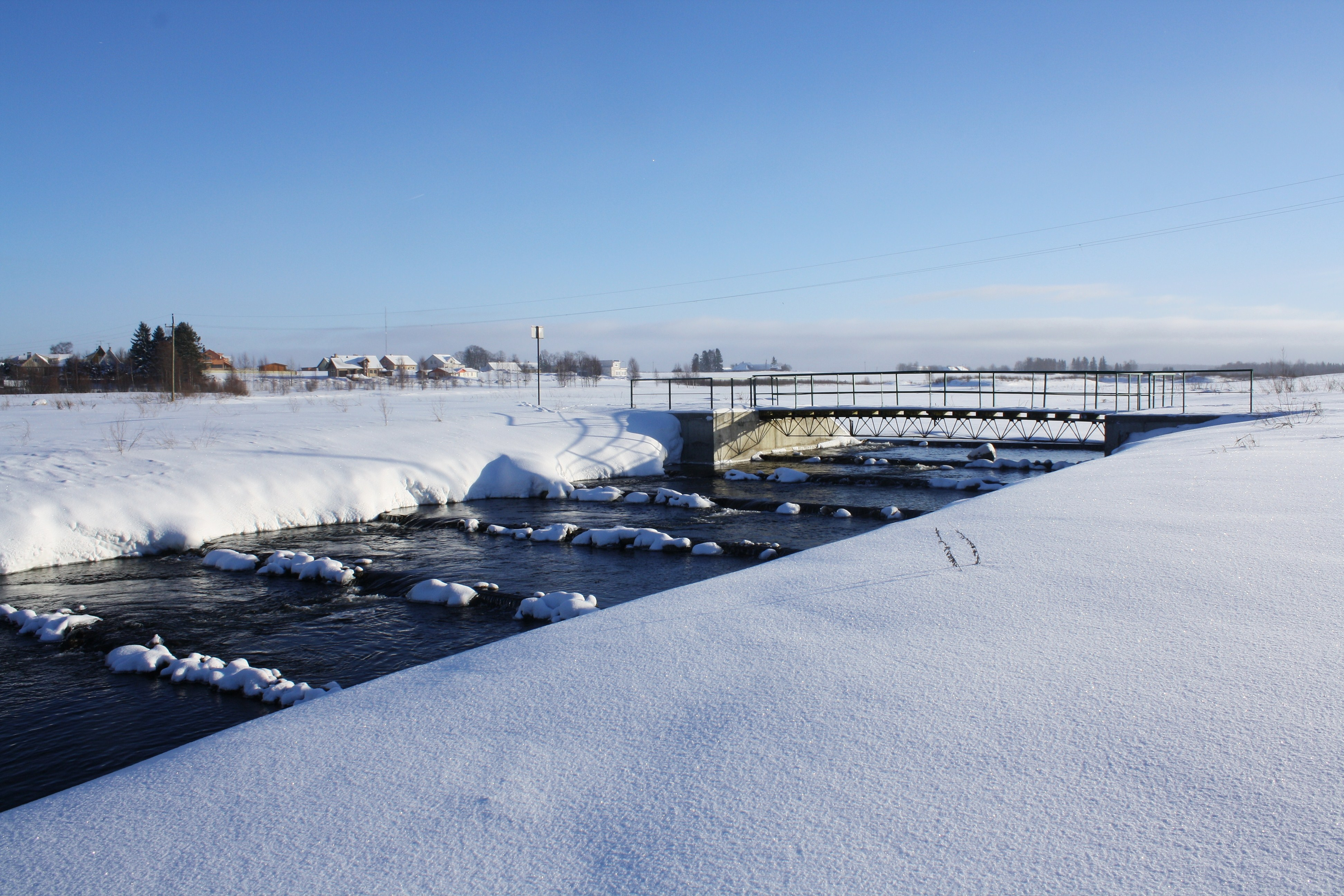
Рыбоход
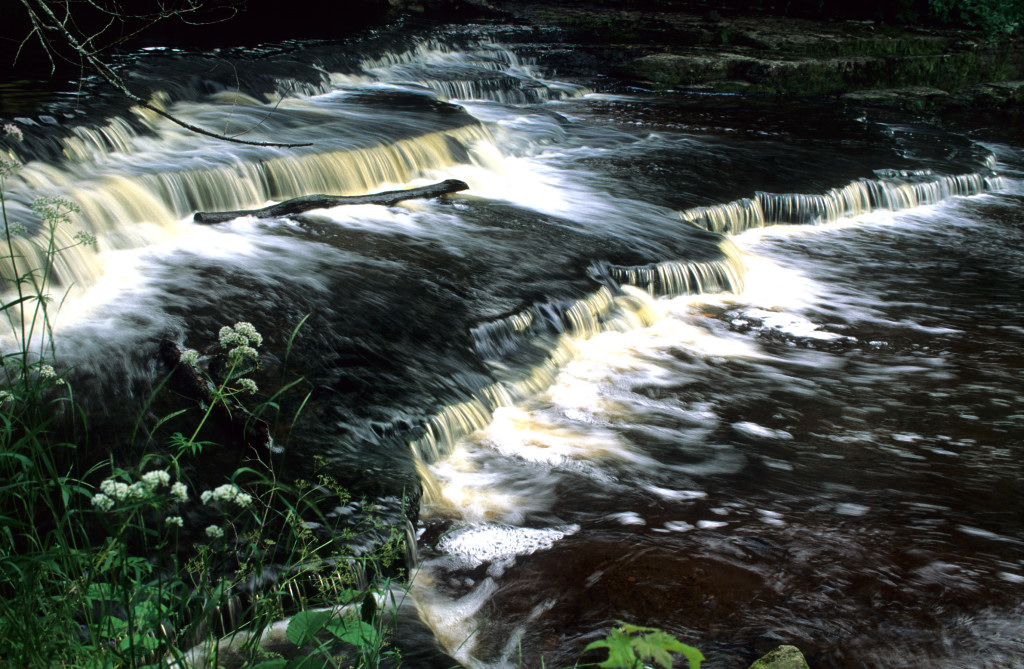
Водопад Йоавески
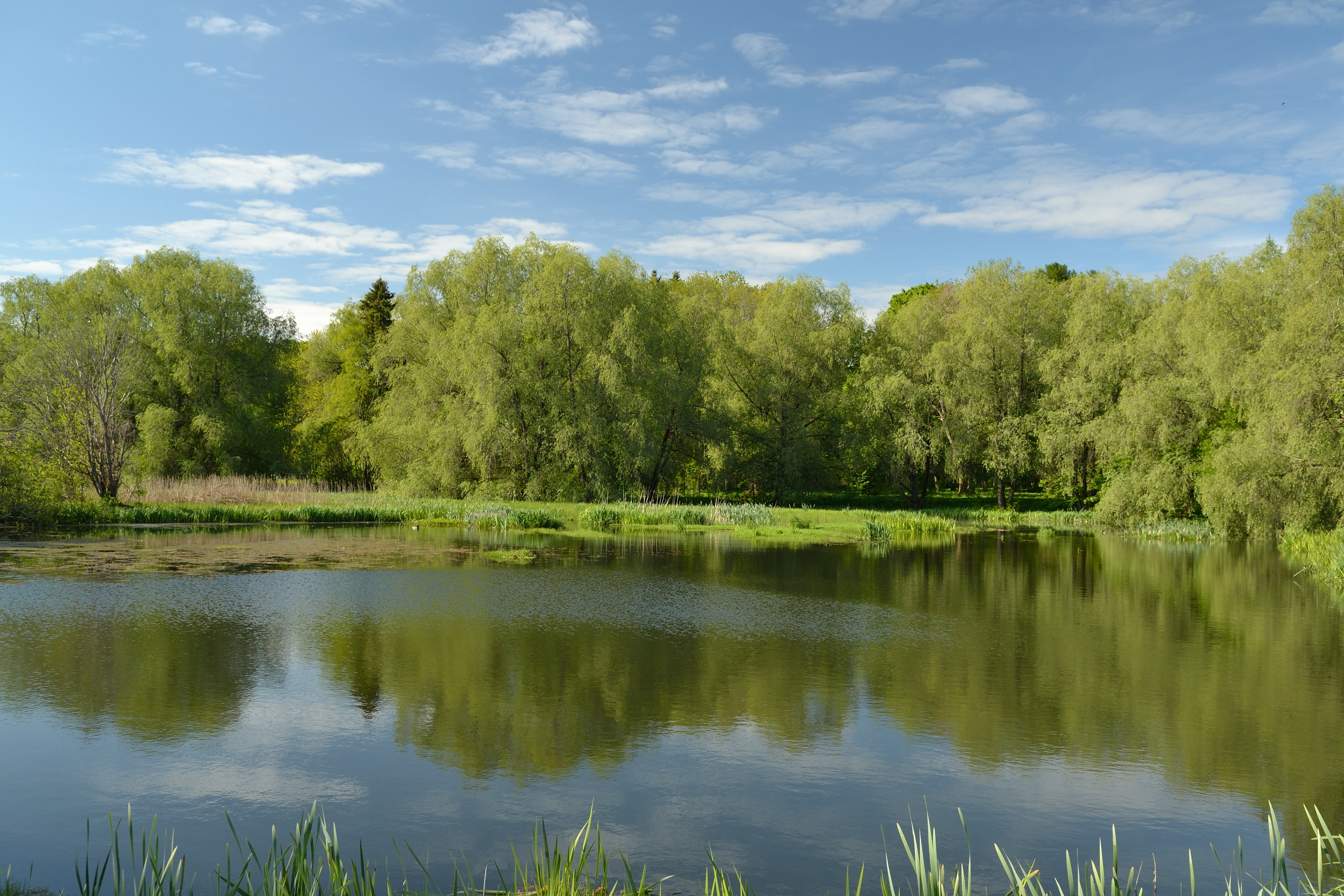
Заливное озеро Ундла